# Acquaviva (Caserta)
Acquaviva è un sobborgo di Caserta.
È tra i quartieri più popolosi della città.

## Geografia fisica
Acquaviva è una zona urbana distesa sulla pianura campana, nella zona sud di Caserta, ai confini con la frazione Lo Uttaro e con i comuni di San Nicola la Strada e Recale.

## Storia
Storicamente conosciuta come periferia agricola, a seguito di un forte sviluppo demografico nel dopoguerra, possiede la Chiesa Parrocchiale di Nostra Signora di Lourdes, un ospedale e numerose attività commerciali e alberghiere. Tra Acquaviva e il quartiere San Benedetto è presente la sede dell'università degli Studi della Campania Luigi Vanvitelli.

## Collegamenti

### Ferrovie
Nella zona è ubicata la Stazione di Caserta che divide Acquaviva dal centro storico della città e dalla Reggia.

### Strade
Acquaviva è servita attraversata in gran parte dal viale Carlo III di Borbone e dalla via Acquaviva.